# بارمظة (المهرة)

تعديل مصدري - تعديل

بارمظة هي إحدى قرى مديرية منعر التابعة لمحافظة المهرة، بلغ تعداد سكانها 172 نسمة حسب تعداد اليمن لعام 2004.